# Decorah Posten
Le Decorah Posten était un journal de langue norvégienne publié au temps de la conquête de l'Ouest, à Decorah, dans l'Iowa, porte d'entrée des immigrants scandinaves vers les territoires nouveaux du Minnesota et du Dakota.

## Histoire
Le Decorah Posten a été fondé en 1874 par Brynild Anundsen, né à Skien en Norvège. Son origine remonte à la création à La Crosse, dans le Wisconsin, en 1866, du premier magazine littéraire entièrement en norvégien, le Ved Arnen.
Les immigrants venus de Scandinavie plébiscitent cette publication et Brynild Anundsen, malgré une personnalité généreuse, prend garde à éviter soigneusement les controverses politiques et religieuses qui ont fragilisé d'autres journaux, se préoccupant surtout d'étendre la distribution de son journal à l'Est. Ses successeurs créent dans la même région le Minneapolis Tidende en 1935, et le Skandinaven en 1941.